# 哀しみのベラヴィア
哀しみのベラヴィア (bellavia)は、チャック・マンジョーネが1975年に発表したアルバム及び楽曲である。レーベルはA&Mレコード。
日本では、邦題として「哀しみ」が付けられていることが多い。この曲で、マンジョーネは初めてのグラミー賞を受賞した。彼の代表曲の一つで、CD化もされたが、現在は廃盤になっている。
1978年に発表し、二度目のグラミー賞獲得作品となった、アルバム『サンチェスの子供たち』にも同曲が新録された。

## 収録曲
| 全作曲: チャック・マンジョーネ。 |                              |       |                        |      |
| #                                | タイトル                     | 作詞  | 作曲・編曲             | 時間 |
| 1.                               | 「Come Take A Ride with Me」 |       | チャック・マンジョーネ | 4:23 |
| 2.                               | 「Listen To The Wind」       |       | チャック・マンジョーネ | 6:58 |
| 3.                               | 「Carousel」                 |       | チャック・マンジョーネ | 7:35 |
| 4.                               | 「Bellavia」                 |       | チャック・マンジョーネ | 6:32 |
| 5.                               | 「Dance Of The Windup Toy」  |       | チャック・マンジョーネ | 5:00 |
| 6.                               | 「Torreano」                 |       | チャック・マンジョーネ | 7:58 |
| 合計時間:                        | 合計時間:                    | 38:26 |                        |      |

## 参加ミュージシャン
- チャック・マンジョーネ - フリューゲルホルン、エレクトリックピアノ
- ジョー・ラバーベラ - ドラムス、パーカッション
- ジェリニー・ウッド -  フルート、サックス
- チップ・ジャクソン -  ベース

## シングル
A面. Bellavia [3:37] 
B面. Listen To The Wind [3:40]